# 于起龙
于起龙（1950年—），天津宝坻人，中华人民共和国政治人物、中国人民解放军少将。
1987年，担任国防科工委基地机动雷达测量部政治部副主任、主任。1994年，任国防科工委基地试验技术部政治部主任。1999年，改任国防科学技术大学电子科学与工程学院政委。2003年，任国防科学技术大学副政委。2007年，当选为中国共产党第十七届中央纪律检查委员会委员。